# Мирон Кривуцький
Мирон Кривуцький (хресне ім'я Михайло; 18 липня 1984, с. Чижів — 21 лютого 1985, м. Мондер) — український церковний діяч, священник УГКЦ, василіянин, душпастир у Галичині, капелан Української Галицької Армії, з 1929 року — душпастир у Канаді.

## Життєпис
Михайло Кривуцький народився 18 липня 1884 року в селі Чижів Золочівського повіту (Королівство Галичини та Володимирії Австро-Угорщина) в сім'ї Василя й Марії з роду Чернівська. До Василіянського Чину на новіціят у Крехівський монастир вступив 14 грудня 1903 року, де на облечинах прийняв монаше ім'я Мирон. Після перших обітів, вивчав філософію Лаврові (1907—1909) та в Колегії Канізіянум в Інсбруці (1909—1910), а богослов'я в Кристинополі (1910—1912). Ієрейське рукоположення отримав 12 травня 1912 року в Соборі святого Юра у Львові з рук Митрополита Андрея Шептицького. Після висвячення о. Кривуцький виконував працю помічника магістра новиків у Крехові, душпастирем і катехитом у Перемишлі, сотрудником парафії і катехитом у початковій школі в Жовкві, намісником монастиря у Крехові.
На початку польсько-української війни став військовим капеланом, а 17 вересня 1919 року в Кам'янці-Подільському диктатор ЗОУНР Євген Петрушевич призначив його духовником ІХ рангу Української Галицької Армії при військових шпиталях. З того часу о. Мирон перейшов усю епопею Галицької Армії, після Чотирикутника смерті опинився із залишками УГА під опікою дійової армії УНР і ввійшовши у склад Херсонської дивізії Андрія Долуда, перейшов з нею до Чехо-Словаччини. Там у таборах колишніх вояків УГА в місті Ліберець і в Йозефові (район Праги) навчав на курсах і був душпастирем до 1925 року, коли уряд ЧСР ліквідував табори. Тоді о. Кривуцький зголосився до пряшівського єпископа Діонісія Няраді і пробув чотири роки священником і катехитом у різних містах Закарпаття.
У 1929 році отець Мирон Кривуцький прибув до Канади, щоб працювати в душпастирстві при катедрі святих Володимира й Ольги у Вінніпезі (1931—1934), а згодом парохом містечка Сифтон (1936—1945) і його округи з 8-ма українськими поселеннями, та в Сейнт-Боніфас (1946—1951). 7 січня 1955 року знову вступив до Чину святого Василія Великого, відбувши василіянський новіціят у Мондері, де постійно проживав: допомагав у душпастирстві й був духовником у василіянському монастирі святих апостолів Петра і Павла, займався філателістикою.
Помер 21 лютого 1985 року в шпиталі сестер Служебниць Непорочної Марії у Мондері. Похоронений на цвинтарі Святої Родини у м. Вінніпег.

## Публікації
- Короткі спогади о. Мирона Кривуцького ЧСВВ помістив о. Іван Лебедович у книзі «Полеві духовники УГА: у 45 річчя участи у Визвольних Змаганнях», Вінніпег 1963, сс. 146—153.
- Кривуцький Мирон, пол[ьовий] дух[івник] УГА «Проповідь у день народнього протесту на богослуженню в таборі УГА в Йозефові, Ч.-С. Р.» // На Руїнах…: Літературно-суспільний збірник калєндаря «Просвіти» на 1924 р. — Львів: З друкарні Видавн. Спілки «Діло», 1924 (Народня Бібліотека «Просвіти»; Чис. 24).